# الحملات العسكرية في عهد الخليفة عمر

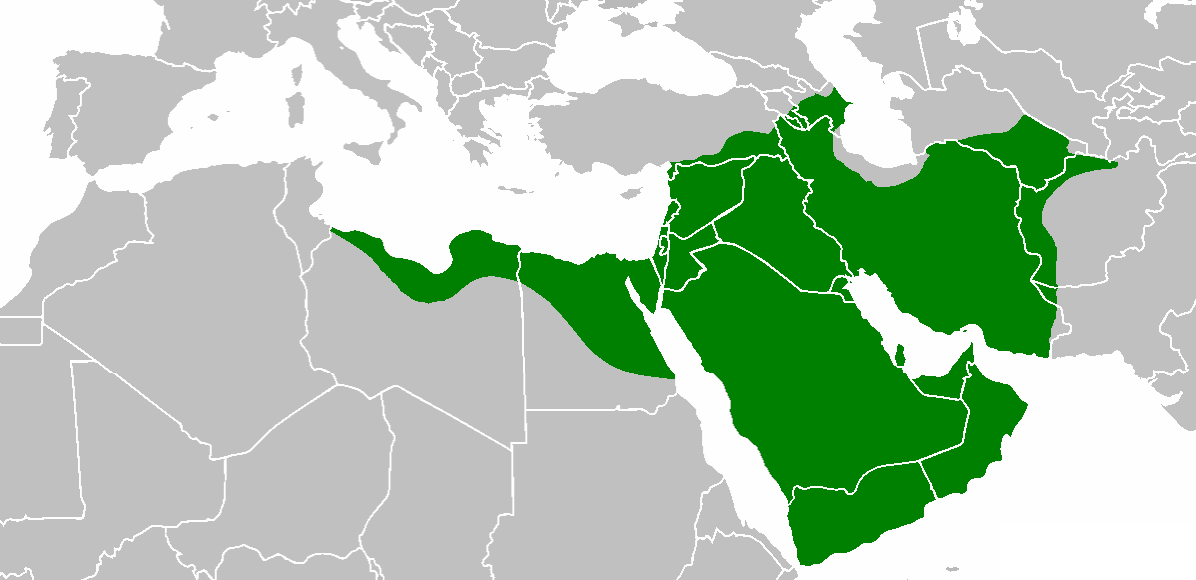
دولة الخلافة الراشدة في عهد عمر بن الخطاب عام 644.

كان عمر بن الخطاب الخليفة الراشدي الثاني وحكم خلال 634-644. تميزت خلافته بفتوحاتها الواسعة، بمساعدة قادة عسكريين لامعين، تمكن عمر من دمج العراق وإيران وأذربيجان وأرمينيا وجورجيا وسوريا والأردن وفلسطين ولبنان ومصر وجزء من أفغانستان وتركمانستان وجنوب غرب باكستان في دولة الخلافة. خلال فترة حكمه، فقد البيزنطيون أكثر من ثلاثة أرباع أراضيهم، وزالت الإمبراطورية الساسانية من الوجود.

## غزو الإمبراطورية البيزنطية

### فتح بلاد الشام (634-638)
غزت القوات الإسلامية الإمبراطورية البيزنطية عام 634 بعد فترة وجيزة من فتح العراق عام 633 في عهد الخليفة أبو بكر الصديق. فُتحت دمشق في سبتمبر 634 وحمص في مارس 635. في عام 635، تحالف الإمبراطور البيزنطي هرقل مع الإمبراطور الساساني يزدجرد الثالث بناءً على طلب يزدجرد لمجابهة القوات الإسلامية. تم الاتفاق على خطة منسقة بشكل جيد لشن هجوم مضاد واسع النطاق ضد المسلمين في العراق وسوريا في وقت واحد حتى يتراجع المسلمون إلى شبه الجزيرة العربية حيث يمكن التعامل معهم لاحقًا، إما عن طريق غزوهم أو عن طريق حصارهم اقتصاداً. نجح الخليفة عمر في التعامل مع التحالف من خلال ممارسة الضغط على الجبهة البيزنطية وإشراك يزدجرد الثالث في مفاوضات، مما أفشل التحالف وخطته المحتملة. هُزمت القوات البيزنطية بشكل حاسم في معركة اليرموك في أغسطس 636، وهُزم الجيش الفارسي في معركة القادسية بعد ثلاثة أشهر في نوفمبر 636. أنهى انتصار المسلمين بشكل حاسم الحكم البيزنطي في جنوب الأناضول، ودخلت القدس في رقعة دولة الإسلام في أبريل 637 بعد حصار طويل، جاء عمر شخصيًا لتسلم مفتاح المدينة من قبل بطريرك الروم الأرثوذكس، صفرونيوس، ودُعي للصلاة في كنيسة القيامة. اختار عمر أن يصلي بعيدًا عن الكنيسة حتى لا يُعرض مكانتها كمعبد مسيحي للخطر. تم تشييد مسجد عمر في الموقع الذي صلى فيه. بعد فتح القدس، سمح عمر للنصارى بممارسة دينهم بحرية والعيش في القدس وأعطاهم العهدة العمرية.
اكتمل فتح بلاد الشام عام 637 بعد آخر مقاومة من قبل البيزنطيين في معركة الجسر الحديدي، مما أدى إلى دخول المسلمين لأنطاكية، عاصمة المنطقة الشرقية للإمبراطورية البيزنطية في أكتوبر 637. دفعت محاولة الإمبراطور هرقل للاستيلاء على شمال سوريا عام 638، بمساعدة العرب المسيحيين في الجزيرة، المسلمين لغزو المنطقة عام 638 واستولوا عليها لتأمين الجناح الشرقي لسوريا من الهجمات البيزنطية في المستقبل، بعد فترة وجيزة سارت القوات الإسلامية شمالًا صوب الأناضول، وغزت أرمينيا البيزنطية، إلا أن هذه كانت فقط هجمات استباقية على أرمينيا للقضاء على كل الوجود البيزنطي شمال سوريا، وضُمت أرمينيا في عام 643 أثناء الفتح الإسلامي لفارس.
نتج عن الهجوم الوقائي إنشاء منطقة عازلة في جنوب شرق الأناضول وأرمينيا، والتي ستتطور في النهاية إلى "منطقة العواصم"، وهذا بالضبط ما أراده عمر.
استنفدت الإمبراطورية البيزنطية بالفعل بعد الهزائم الكبرى في اليرموك وشمال سوريا التي تركت الإمبراطورية عرضة لهجمات المسلمين وكان وجودها في الأناضول مهددًا. من الواضح أن عمر لم يكن مهتمًا باحتلال الأناضول، فقد كانت تضاريسها باردة وجبلية، بعد فترة وجيزة من فتح أرمينيا البيزنطية، في الوقت الذي كانت فيه الفوضى في ذروتها في بيزنطة، كان عمر قد رفض بالفعل اقتراح خالد بن الوليد وأبو عبيدة بن الجراح بغزو الأناضول. من أجل أمن شمال سوريا، أصدر عمر أوامر بشن غارات سنوية على الأراضي البيزنطية في الأناضول وقام المسلمون بغارات حتى فريجيا.

### فتح مصر (640-642)
بعد خسارة بلاد الشام، شريان الحياة الاقتصادي ومركز القوى البشرية للبيزنطيين، تُرك هرقل عاجزًا عن أي عودة عسكرية، وركز على تعزيز سلطته في مصر. في زيارته لسوريا عام 637 لاستلام مفاتيح القدس، حاول عمرو بن العاص إقناع عمر بغزو مصر، لكن عمر رفض لكون الحكم الإسلامي في سوريا ما زال حديثا. بعد طاعون عمواس عام 639، قام عمر بزيارة إلى سوريا وأقنعه مرة أخرى بغزو مصر. إلى جانب العديد من الأسباب الأخرى، أقتنع عمر بأن النفوذ البيزنطي في مصر يمثل تهديدًا مستمرًا للحكم الإسلامي في فلسطين وأن مصر هي أغنى أرض على وجه الأرض يمكن أن تزود المسلمين بثروة هائلة من الناحية الاقتصادية إضافة إلى الاستقرار والموقع الاستراتيجي للتجارة مع شمال إفريقيا والبحر الأبيض المتوسط.
شاور عمر أصحابه في المدينة المنورة. بدعمهم وموافقتهم، أصدر عمر أوامر بغزو مصر في ديسمبر 639 والتي اكتملت عام 642 عشية الفتح الإسلامي للمرتفعات الفارسية.

### عزل خالد بن الوليد (638)
تحدث الناس بأفعال خالد في أرمينية، وتحدثوا بانتصاراته في الشام والعراق، فتغنّى الشعراء بفعاله، فوهبهم خالد من ماله وأغدق عليهم، وكان ممن وهبهم خالد الأشعث بن قيس الذي وهبه خالد عشرة الآف درهم. بلغ عمر في المدينة خبر جائزة خالد للأشعث، فكتب عمر إلى أبي عبيدة أن يستقدم خالد مقيدًا بعمامته، حتى يعلم أأجاز الأشعث من ماله أم من مال المسلمين، فإن زعم أنها من مال المسلمين، فتلك خيانة للأمانة. وإن زعم أنها من ماله، فقد أسرف، وفي كلتا الحالتين يُعزل خالد من قيادته للجيوش. تحيّر أبو عبيدة، فترك تنفيذ تلك المهمة لبلال بن رباح رسول الخليفة بالكتاب. أرسل أبو عبيدة يستدعي خالد من قنسرين، ثم جمع الناس وسأل بلال خالدًا عما إذا كانت جائزته للأشعث من ماله أم من مال المسلمين؟. فأجاب خالد أنها من ماله الخاص، فأعلنت براءته. فاجأ أبو عبيدة خالدًا بأن الخليفة قد عزله، وأنه مأمور بالتوجه للمدينة.
ذهب خالد للمدينة المنورة للقاء عمر، محتجًا على ما اعتبره ظلمًا، إلا أن عمر أصر على قراره. كثر اللغط في الأمصار حول عزل عمر لخالد، فأذاع في الأمصار:
| الحملات العسكرية في عهد الخليفة عمر | إني لم أعزل خالدًا عن سخطة ولا خيانة، ولكن الناس فتنوا به، فخفت أن يوكلوا إليه ويُبتلوا به. فأحببت أن يعلموا أن الله هو الصانع، وألا يكونوا بعرض فتنة. | الحملات العسكرية في عهد الخليفة عمر |

لما قدم خالد على عمر قال عمر متمثلا:
فأغرمه شيئا، ثم عوضه، وكتب فيه إِلى الناس بهذا الكتاب ليعذره عندهم وليبصرهم. وكانت تلك هي نهاية مسيرة خالد العسكرية الناجحة.
توجه خالد من المدينة المنورة إلى حمص وتوفي بعد أقل من 4 سنوات عام 642 عشية الفتح الإسلامي لبلاد فارس. حزن المسلمون لموت خالد أشد الحزن، وكان الخليفة عمر من أشدهم حزنًا، حتى أنه مر بنسوة من بني مخزوم يبكينه، فقيل له: ألا تنهاهن؟. فقال: «وما على نساء قريش أن يبكين أبا سليمان، ما لم يكن نقع أو لقلقة على مثله تبكي البواكي.»

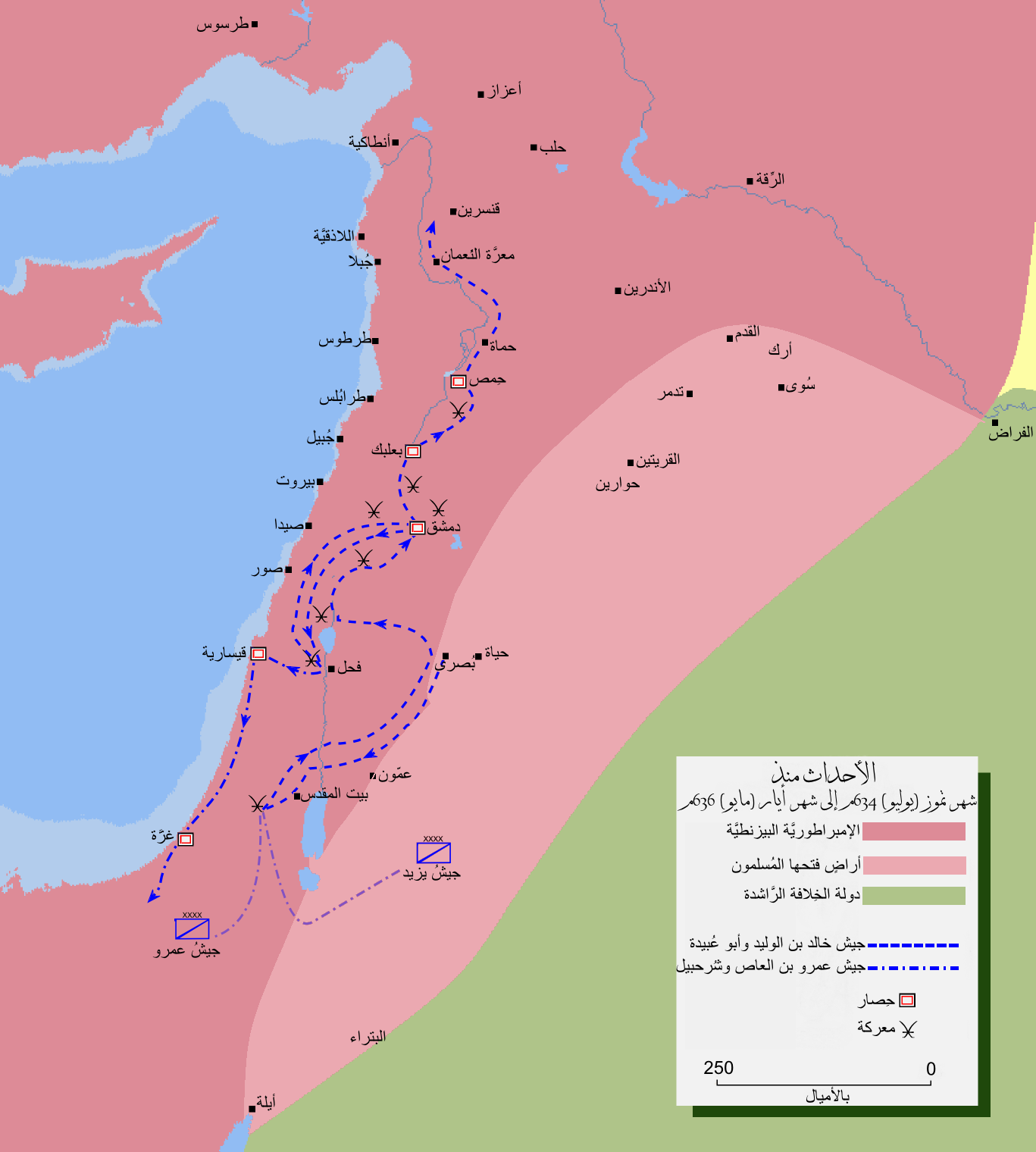
خريطة توضح بالتفصيل مسار غزو المسلمين لوسط سوريا.
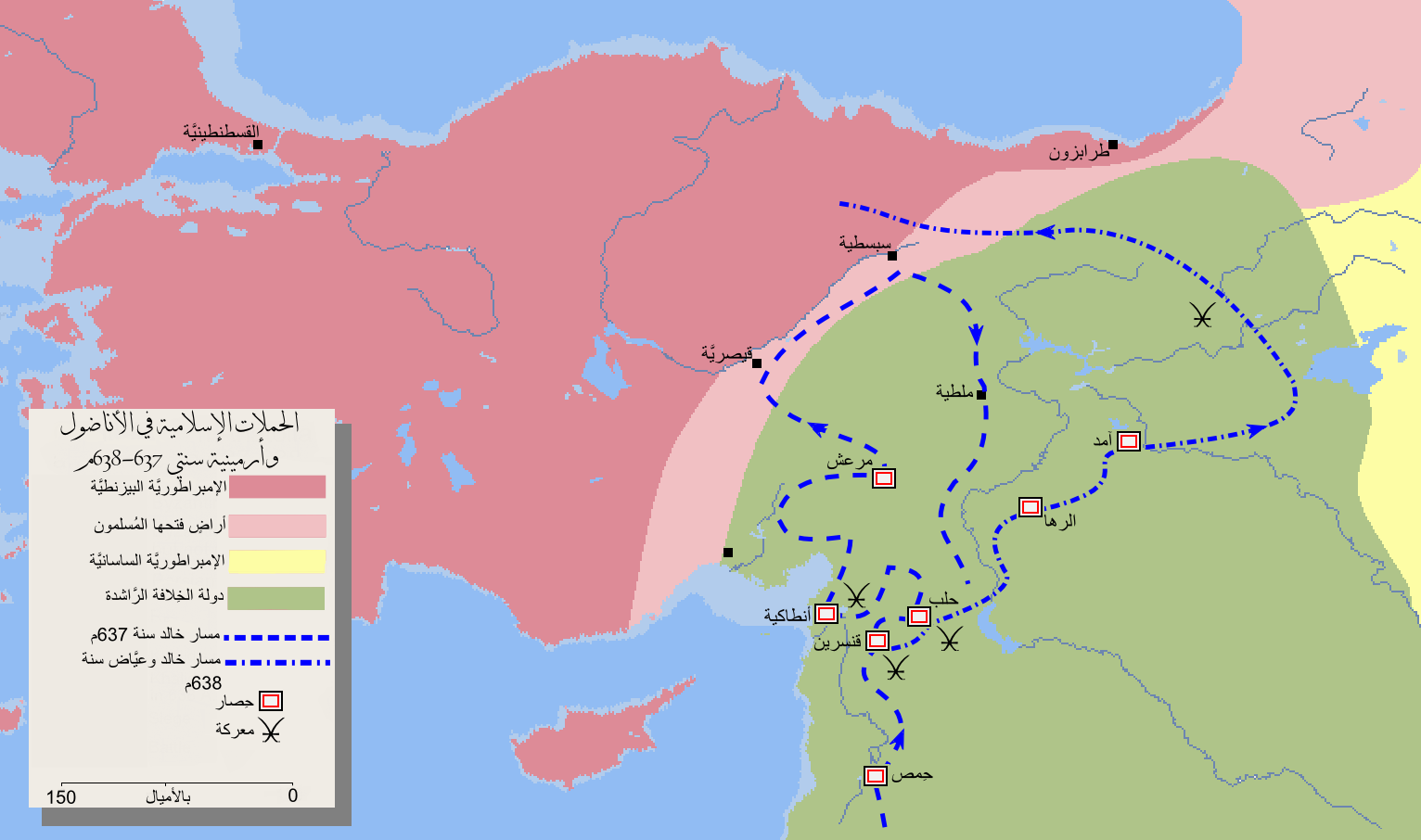
خريطة توضح مسار غزو خالد بن الوليد لسوريا.
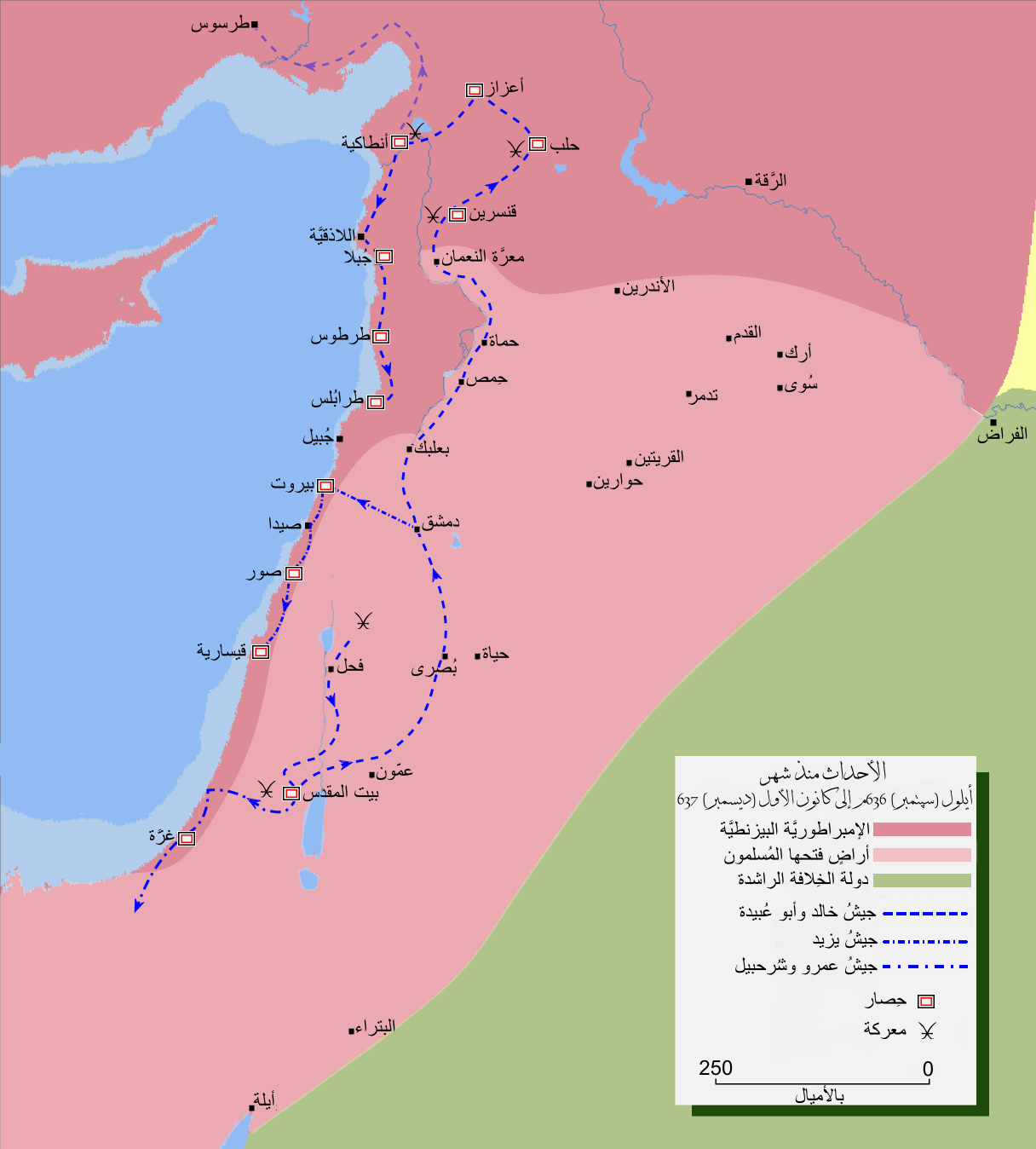
خريطة توضح بالتفصيل مسار غزو المسلمين لشمال سوريا.
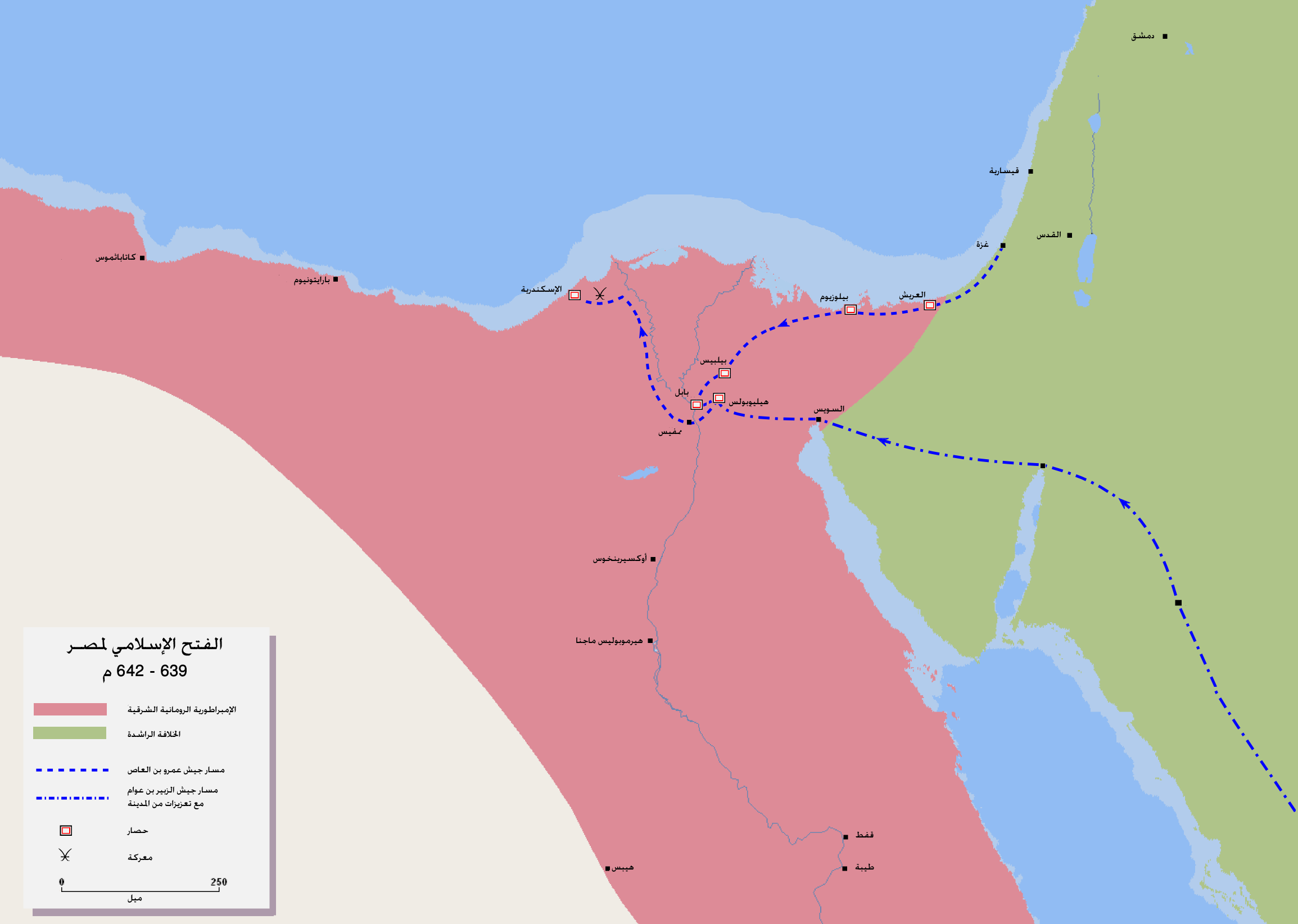
خريطة توضح بالتفصيل مسار غزو المسلمين لمصر.

## غزو الإمبراطورية الفارسية الساسانية

### فتح العراق

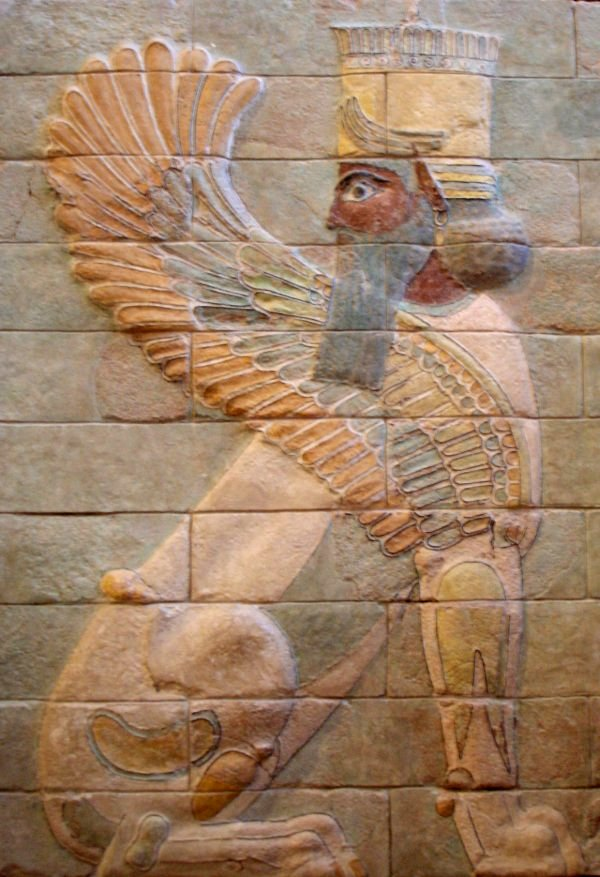
سفنكس من قصر دارا الأول في شوشان.

أصبح أبو بكر الخليفة عام 632 وانتصر في حروب الردة وبالتالي وحّد الجزيرة العربية بحلول أوائل عام 633. بعد فترة وجيزة، وجه أبو بكر حملة لفتح العراق، الذي كان تحت سيطرة الإمبراطورية الساسانية حيث تقع طيسفون. ضم المسلمون بقيادة خالد بن الوليد العراق بعد معركة أليس الحاسمة. في يونيو 634 أرسل أبو بكر خالدا إلى الجبهة الرومانية في سوريا لقيادة الجيوش الإسلامية في الشام. غادر خالد مع نصف جيشه تاركا العراق تحت إمرة المثنى بن حارثة. طلب يزدجرد الثالث المساعدة من نظيره البيزنطي هرقل، الذي زوج حفيدته من يزدجرد، وهو تقليد روماني قديم لتثبيت التحالفات. بدأ كل منهما الاستعدادات لهجوم مضاد منسق ضخم لسحق التهديد في شبه الجزيرة العربية. نتج عن هذا التحالف عام دموي 636 أسفرت فيه معركة اليرموك في سوريا ومعركة القادسية في العراق عن نصر مسلم حاسم.
في أعقاب الانتصار في القادسية فتح المسلمون المدائن، العاصمة الفارسية الساسانية، بعد حصار دام شهرين في مارس 637 تلاه فتح تكريت والموصل. أراد عمر أن تكون جبال زاغروس الحدود بين المسلمين والفرس ونُقل عنه قوله:
| الحملات العسكرية في عهد الخليفة عمر | «وَدِدّتُ لَو أنَّ بَيْنَنَا وَبَيْنَ فَارِسَ جَبَلًا مِن نَارٍ لَا يَصِلُونَ إلَيْنَا مِنْهُ وَلَا نَصِلُ إلَيْهِم» | الحملات العسكرية في عهد الخليفة عمر |

استمر الفرس في مداهمة العراق، مما أدى إلى عدم الاستقرار السياسي في العراق، ونتيجة لذلك غزا المسلمون الأهواز عام 638 مما أجبر الهرمزان، على الدخول في مفاوضات سلام مع المسلمين. وافق الهرمزان على قبول السيادة الإسلامية على الأهواز ووافق على الحكم باعتباره تابعًا للمسلم. خرق الهرمزان اتفاق السلام ثلاث مرات وفي كل مرة عفا عنه الخليفة عمر وجدد السلام، حتى المرة الثالثة التي حوصرت فيها عاصمته بناءً على تعليمات عمر وأخذ أسيرًا وأرسل إلى المدينة المنورة إلى عمر حيث يبدو أنه أسلم. في عام 641 تمكن الفرس بقيادة يزدجرد الثالث من حشد جيش ضخم لمهاجمة العراق، وهُزم هذا الجيش في معركة نهاوند في ديسمبر 642.

### فُتوح فارس (642-644)
بعد نهاوند غير عمر سياسته تجاه الإمبراطورية الساسانية، رفض يزدجرد ، على عكس نظيره الروماني هرقل، الاستسلام للسيطرة الإسلامية، مما شكل تهديدًا دائمًا للخلافة، قرر عمر شن غزو كامل للإمبراطورية الساسانية للقضاء على هذا التهديد. بعد الهزيمة المدمرة في نهاوند، لم يتمكن يزدجرد من جمع المزيد من القوات مرة أخرى لمقاومة الهجوم. فر يزدجر بصعوبة في مرو الشاهجان بعد معركة نهر أوكسوس، ولم ينقذ حياته إلا بالفرار إلى الصين وهكذا إنتهى الحكم الساساني بعد 400 عام. في عام 642، أطلق عمر حملات استكشافية متعددة الجوانب إلى بلاد فارس، حيث استولى أولاً على مقاطعة أصفهان، مما أدى إلى فصل المقاطعة الشمالية لأذربيجان ومقاطعة فارس الجنوبية عن الإمبراطورية. في المرحلة الثانية، تم الاستيلاء على أذربيجان وفارس وبالتالي عزل معقل يزدجرد خراسان. أدت المرحلة الثالثة إلى عزل خراسان من خلال الاستيلاء على كرمان وسيستان ومكران في الجنوب بينما عزل أرمينيا الفارسية في الشمال. بدأت المرحلة الرابعة والأخيرة في أوائل عام 644 بفتح خراسان. بعد معركة نهر أوكسوس الحاسمة، هرب يزدجرد إلى آسيا الوسطى وأنتهت بذلك الإمبراطورية الساسانية.

## ملحوظات
1. ↑  A Restatement of the History of Islam and Muslims on Al-Islam.org نسخة محفوظة 2013-10-04 على موقع واي باك مشين.
2. ↑  For one version of `Umar's speech to the people after the surrender of Jerusalem, see .
3. ↑  kegri
4. ↑  Weston 2008، صفحة 43
5. ↑  Gil 1997، صفحة 49
6. ↑  أكرم 1982، صفحة 481
7. ↑  أكرم 1982، صفحة 482
8. ↑  هيكل، الفاروق عمر، ص 252-254
9. ↑  Gil 1997، صفحة 50
10. ↑  هيكل، الفاروق عمر، ص 258
11. ↑  أكرم 1982، صفحة 488
12. ↑  تاريخ الطبري - تاريخ الرسل والملوك ج4 ص68 نسخة محفوظة 09 يوليو 2017 على موقع واي باك مشين.
13. ↑  الفاروق عمر، محمد حسين هيكل، ص 260
14. ↑  Iranian History and Politics: The Dialectic of State and Society By Homa Katouzian, pg. 25
15. ↑  The Muslim Conquest of Persia By A.I. Akram. Ch:10 (ردمك 0-19-597713-0),